# Laosz
Laosz vagy hivatalos nevén Laoszi Népi Demokratikus Köztársaság (lao nyelven: ສາທາລະນະລັດປະຊາທິປະໄຕ ປະຊາຊົນລາວ; Szathalanalat Paszathipatai Paszaszon Lao) egy tengerektől elzárt, szocialista köztársaság Délkelet-Ázsiában, az Indokínai-félszigeten. Északnyugatról Mianmar és Kína, keletről Vietnám, délről Kambodzsa, nyugatról pedig Thaiföld határolja.
Az ország hosszú függetlenséggel és megszállásokkal egyaránt tarkított történelme után 1949-ben vált teljesen függetlenné. A francia gyarmati uralom után húszévnyi polgárháború következett, majd a kommunisták vették át a hatalmat.

## Földrajz

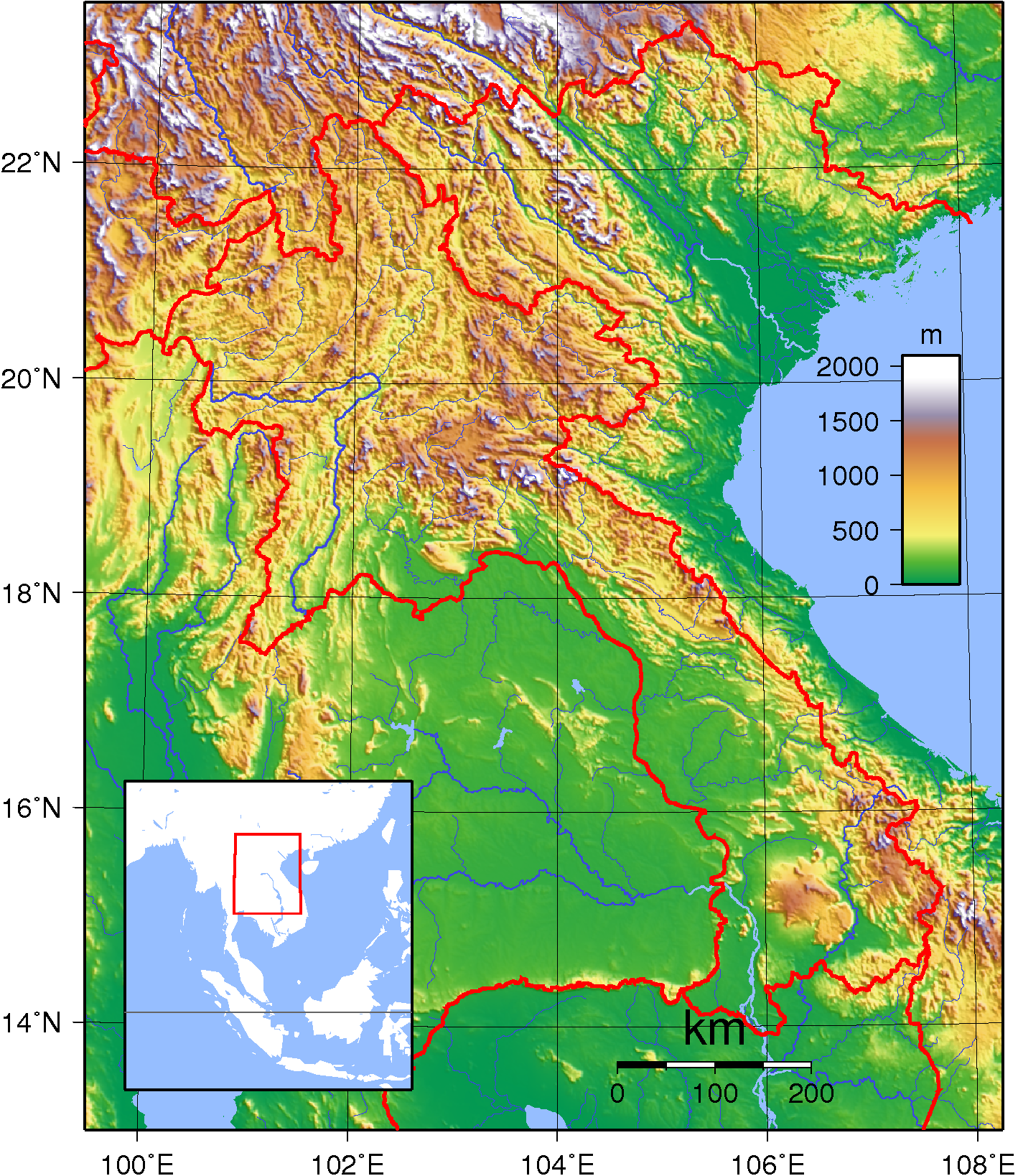
Laosz domborzati térképe

### Domborzat
Felszínének nagyobb részét hegységek borítják, például az Annamitte-lánchegység, ami a Vietnámmal közös határt alkotja. A hegység egyben választóvonalat húz a kínai, illetve az indiai befolyásultságú kultúrák közé is. A felszín másik részét a folyóvölgyek alkotják. Az északi országrész nagyrészt hegyes, keskeny folyóvölgyekkel és meredek hegyoldalakkal rendelkezik. Egyedül Vientianéban és Sziangkhuang tartományban találhatók alföldek ezen a részen. Délen már jóval több síkvidék található. A Savannakhet és Tjampatszak tartománybeli nagy alföldek alkalmasak a rizstermesztésre és az állattartásra is. A legdélebbi tartományok többsége szintén hegyes vidék. Laosz legmagasabb pontja a 2817 méter magas Phubia, a legalacsonyabb pedig a Mekong völgyében található.

### Éghajlat

Éghajlati térkép a Köppen-osztályozáson (angol)

Az ország a trópusi monszun éghajlati övbe tartozik. Három évszak alakult ki:
- esős évszak májustól októberig
- hűvös, száraz évszak novembertől februárig
- meleg, száraz évszak márciusban és áprilisban

A monszun általában ugyanakkor, májusban érkezik, de vannak időbeli szélsőségek. Területileg sem egyenletes eloszlású a csapadék mennyisége. A legmagasabb éves csapadékérték 3700 mm volt délen, a Boloven-fennsíkon , Tjampatszak tartományban. Vientián 1700 mm, Savannakhet 1440 mm, Luangprabang pedig 1360 mm csapadékot kap átlagosan egy évben.
A hőmérséklet is hasonlóan szeszélyes. A meleg, száraz évszak idején 40 °C is lehet a Mekong-völgyben, de januárban 5 °C-ra is lehűlhet a levegő a hegyekben.

### Vízrajz
Laosz leghosszabb és legfontosabb folyója a Mekong. 1754 km hosszan a thai–laoszi határ is a folyó mentén húzódik. Laosz területén teljes egészében hajózható, ám a tengerrel való összeköttetést a Dong vízesés megakadályozza. Ezenkívül jelentős még a Nam Ou folyó is. A folyóknak a közlekedésben, az élelmezésben, illetve a vízenergia-termelésben van jelentős szerepe. Ez utóbbi energiaforrás az ország szükségletének fontos részét képezi.

### Növény- és állatvilág
Az országban több ritka élőlény található. A keleti hegyvidéken a fő növényzetet az esőerdők képezik, melynek fáit a helyi lakosok házépítésre szokták használni. Észak felé az erdők fokozatos átmenetet mutatnak az örökzöld tölgyfajok, liliomfafélék, babérfélék, fenyők alkotta szubtrópusi esőerdők felé. Délen és nyugaton monszunerdők vannak. A nedvesebb monszunterületeken bambuszfajok alkotnak áthatolhatatlan erdőket. A szárazabb monszunerdők jellegzetes képviselője a tíkfa. Az erdőirtás és a fakitermelés miatt a folyóvölgyekben rizsföldek húzódnak. 
Az állatvilág több ritka, veszélyeztetett vagy csak erre a vidékre jellemző fajjal rendelkezik. Megtalálható itt az ázsiai vadkutya, a ködfoltos párduc, a tigris, az ázsiai elefánt, az óriás gaur, az ázsiai aranymacska, a márványfoltos macska és a halászmacska. Néhány kihaltnak hitt állatot is itt fedeztek fel újra, például az annami nyulat, a szaolát és a laoszi sziklapatkányt.

### Környezetvédelem
A legkomolyabb környezetvédelmi problémák az erdőirtás, a talajerózió, az aszály vagy az árvizek a monszun szeszélyessége miatt. Az erdők megóvása miatt hozták létre a Nemzeti Természetvédelmi Területeket, melyekből jelenleg 20 darab van, és 29 000 km²-nyi területet fednek le. Ezenkívül tervbe vették még további 11-nek a létrehozását.

## Történelem

### A kezdetektől a francia gyarmatosításig
Laosz területére a lao törzsek időszámításunk első századaiban érkeztek. Az ekkor itt élt törzsek a kha, mao és jao törzsek khmer uralom alatt voltak. Az első ismert államot 757-ben alapították, de az ekkor alakult fejedelemségek más birodalmak, például a Khmer Birodalom birtokában voltak. 1353-ban Fa Ngum megalakította Lan Szang (Lan Xang, magyarul „a millió elefánt”) királyságát. Utódai, különösen Photisarath a buddhizmust az ország uralkodó vallásává tették. A belső viszályok által gyengített országot Sziám és Vietnám támadásai veszélyeztették. Szuligna Vongsza királynak 1637 és 1694 között ismét sikerült egységbe kovácsolnia birodalmát. 1707-ben három részre osztották a királyságot:
- északon létrejött Luangprabang királyság
- középen Vientián királyság
- délen Tjampatszak királyság

Ezek a területek 1778-ban vazallusi függésbe kerültek Sziámmal szemben. 1828-ban Vientián királyság fellázadt a függés ellen, ezt Sziám leverte és elfoglalta. 1883-ban Luangprabangot is elfoglalta, Tjampatszak pedig vietnámi uralom alá került.
1893-ban francia védnökséget kapott, és Laosz Francia Indokína tagja lett.

### Francia gyarmati uralom alatt
A gyarmatosítás után a franciák az országot ütközőállamként kezelték a francia és a brit érdekszférák között. A főváros nevét Vieng Chan-ról Vientián-ra változtatták. Építkezéseik ellenére az infrastruktúra továbbra is elmaradott volt. Gyakran voltak lázadások az elnyomó hatalommal szemben. A második világháború alatt a japánok foglalták el, akik ellen a laosziak gerillahadviselést folytattak. A japán kivonulás után a hazafiak kikiáltották Laosz függetlenségét. Ám 1946-ban francia csapatok érkeztek, és visszafoglalták az országot, korlátozott autonómiát biztosítva. Az Indokínai Kommunista Párton belül megalakult a Pathet Lao mozgalom, mely Laosz függetlenségéért harcolt. Ezt 1949-ben kiáltottak ki, de csak 1954-ben, a genfi konferencián ismerték el Laoszi Királyság néven.

### A független Laoszi Királyság
A függetlenség elnyerése után továbbra is maradtak francia csapatok, de ezután már a Laoszi Királyi Hadsereg támogatására. Őket később amerikai katonák váltották fel, hogy segítsék a hadsereg harcát a Pathet Lao ellen. A szomszédos Vietnám belső viszonyai hatására Laosz is belesodródott második indokínai háborúba. Polgárháborús állapot alakult ki. Az Észak-vietnámi Hadsereg elfoglalta Laosz keleti részét és jelentős támogatást nyújtott a Pathet Lao-nak. Az USA bombázta az ország területén áthaladó Ho Si Minh-ösvényt és az észak-vietnámi bázisokat. 1968-ban az Észak-vietnámi Hadsereg nagy támadást indított a Királyi Hadsereg ellen. Az egyre inkább hátrált, míg végül 1975. december 2-án legyőzték őket, és foglyul ejtették Szavangvatthana királyt, aki később valószínűleg egy laoszi átnevelő táborban halt meg a királyi család legtöbb tagjával együtt. Haláluk körülményei, a pontos dátum, sőt még az év is ismeretlen (a találgatások 1978 és 1982 közé teszik).

### 1975-től napjainkig
A hatalomváltás után az ország nevét Laoszi Népi Demokratikus Köztársaságra változtatták. Vietnámmal szerződéseket kötöttek arról, hogy az országban vietnámi katonák állomásozhatnak, és tanácsadók is érkeztek. Szintén kommunista szomszédja hatására a 70-es évek végén Laosz megszakította a kereskedelmi kapcsolatokat Kínával. A 80-as években lazult a Vietnámmal való kapcsolat, és a kormányzat lépéseket tett az ellenőrzött piacgazdaság felé. Ennek hatására az USA 1995-ben 20 évnyi embargó után kereskedelmi kapcsolatokat létesített az országgal, illetve 1997-ben fölvették az országot az ASEAN-ba. Ezen lépések ellenére szorosak a politikai és gazdasági kapcsolatok Vietnámmal.

## Államszervezet és közigazgatás

### Alkotmány, államforma
Laosz köztársaság. 

### Törvényhozás, végrehajtás, igazságszolgáltatás
A Szapha Heng Szat Laosz nemzetgyűlése, törvényhozó testülete. Ennek 115 tagját a választások eredménye alapján nevezik képviselőnek 5 éves időszakra.

### Politikai pártok
Az egyetlen legális párt a Laoszi Népi Forradalmi Párt (LPRP). A kormányzati politikát a párt 11 tagú központi vezetősége és az 55 tagú Központi Bizottság irányítja. Az állam feje az elnök, akit a parlament választ ötéves időszakra. A miniszterelnököt az elnök jelöli ki és a parlament hagyja jóvá.
Az ország 1991-ben kapott új alkotmányt. A Nemzetgyűlés ekkor még 85 tagú volt. 1997-ben már 99, míg a 2006-os választások után az egykamarás parlamentnek már 115 tagja volt.

### Közigazgatási beosztás
Laosz közigazgatási beosztása a következő:
16  tartomány (kang)
| - Attapö (1) - Bokeo (2) - Bolikhamszaj (3) - Tjampatszak (4) |  | - Huphan (5) - Khammuan (6) - Luangnamtha (7) - Luangprabang (8) |  | - Udomszaj (9) - Phongszali (10) - Szalavan (11) - Szavannakhet (12) |  | - Vientián (14) - Szajnjabuli (15) - Szekong (17) - Sziangkhuang (16) |

1 prefektúra (kumpang nakon)
- Vientián (13)

1 különleges övezet (ketpisade)
- Szajszombun (18)

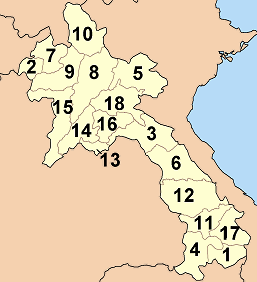
Laosz közigazgatása

Ezek területe körzetekre (muang) oszlik.

## Népesség

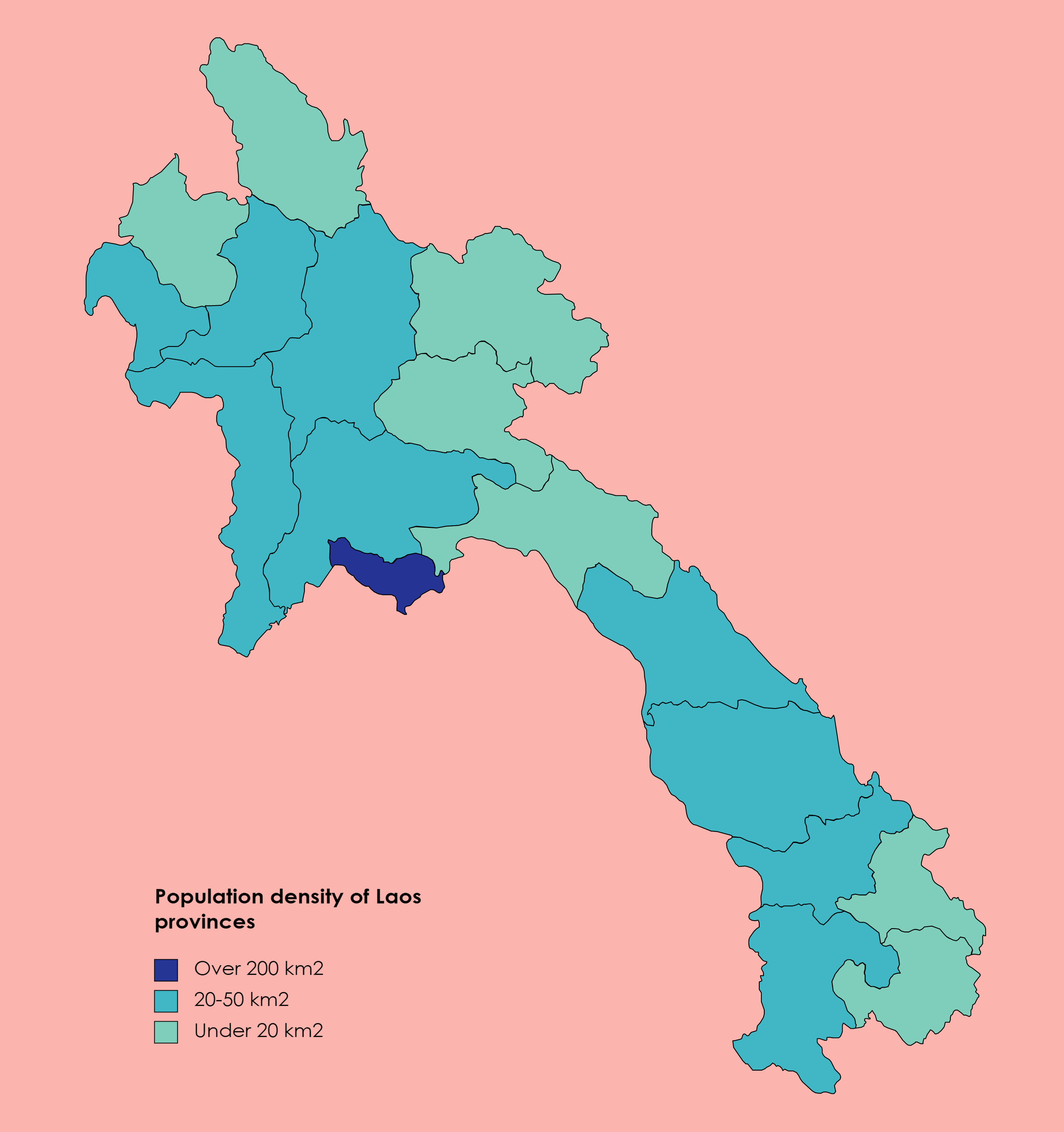
Laosz népsűrűsége 2015-ben

### Népességváltozás
| Lakosok száma | 2 119 731 | 2 436 999 | 2 836 932 | 3 162 568 | 3 577 281 | 4 244 520 | 4 986 592 | 5 545 245 | 6 139 127 | 6 858 160 |
|               | 1960      | 1966      | 1972      | 1978      | 1984      | 1990      | 1996      | 2002      | 2008      | 2017      |

### Etnikai megoszlás
Laosz lakóinak 69%-a a lao népcsoportba tartozik. Az alacsonyabb területeken élnek és politikailag és kulturálisan is ők a legfontosabbak. A többi alacsony területeken élő néppel együtt ők alkotják a Lao Loum-ot, az "alföldi laosziakat". A hegyi törzsek, például a yao, tai dumm, dao, shan alkotják a Lao Soung-ot, a "felföldi laosziakat". A déli hegyekben a mon-khmer nyelvcsaládba tartozó népek élnek. A vietnámiak és a kínaiak a városokban élnek, de többségük a függetlenség elnyerése után elköltözött.

### Nyelvi megoszlás
A hivatalos nyelv, a lao (pasaa Lao) a tai nyelvcsaládba tartozik. Nagyon hasonló az isan nyelvhez, melyet Thaiföld északi részén beszélnek. A lao nyelvűek a lakosság körülbelül 55%-át alkotják, 11% khmu, 8% hmong, 4% thai, 3% phuan, 2% leu, 2% katang, 2% makong nyelven beszél. A gyarmati időszakban meghonosodott a francia és a vietnámi nyelv, ezek még ma is fontosak, bár elsősorban az idősebbek használják. Az angol egyre nagyobb szerepet kap, főleg az üzlet és a turizmus miatt, de kormányzati szinten is, mivel Laosz tagja az ASEAN-nak, amelynek munkanyelve angol.

### Vallási megoszlás

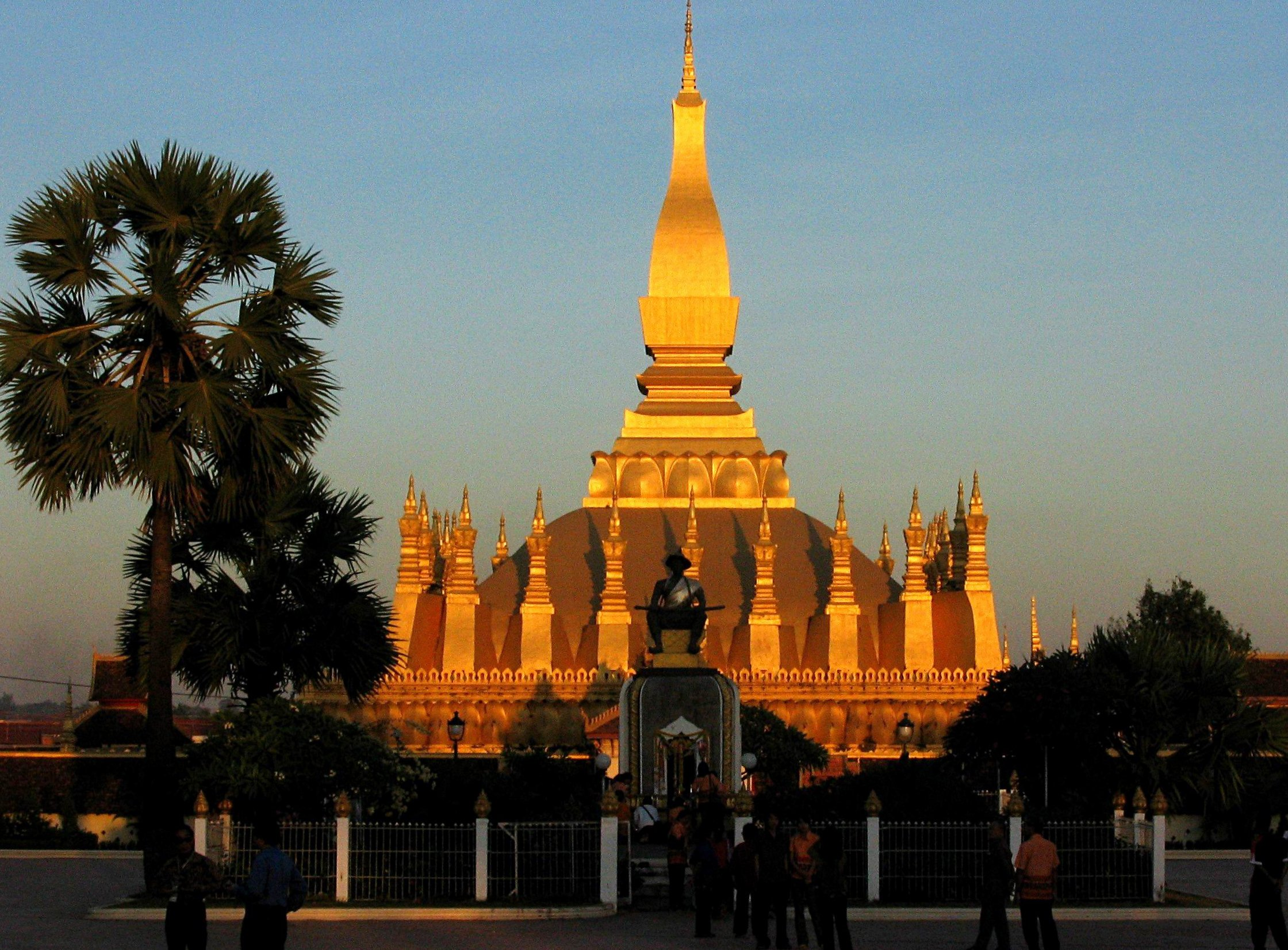
A Pha That Luang Vientianéban

A lakosság több mint 60%-nak, főleg az alföldi laosziaknak a théraváda buddhizmus a vallása, mely Buddha legrégebbi tanításain alapszik. A hegyvidéki törzseknél a legáltalánosabb az animizmus. A muzulmán hit elsősorban a mianmari határ közelében terjedt el, de a fővárosban is van néhány hívője. A keresztény vallás néhány kisebb törzsnél, illetve a fontosabb városokban van jelen.

## Gazdaság
Laosz elmaradott trópusi agrárország. 
Az 1980-as évek közepétől az ország fokozatosan elkezdett nyitni a piacgazdaság felé, de gazdasága még mindig fejletlen. 

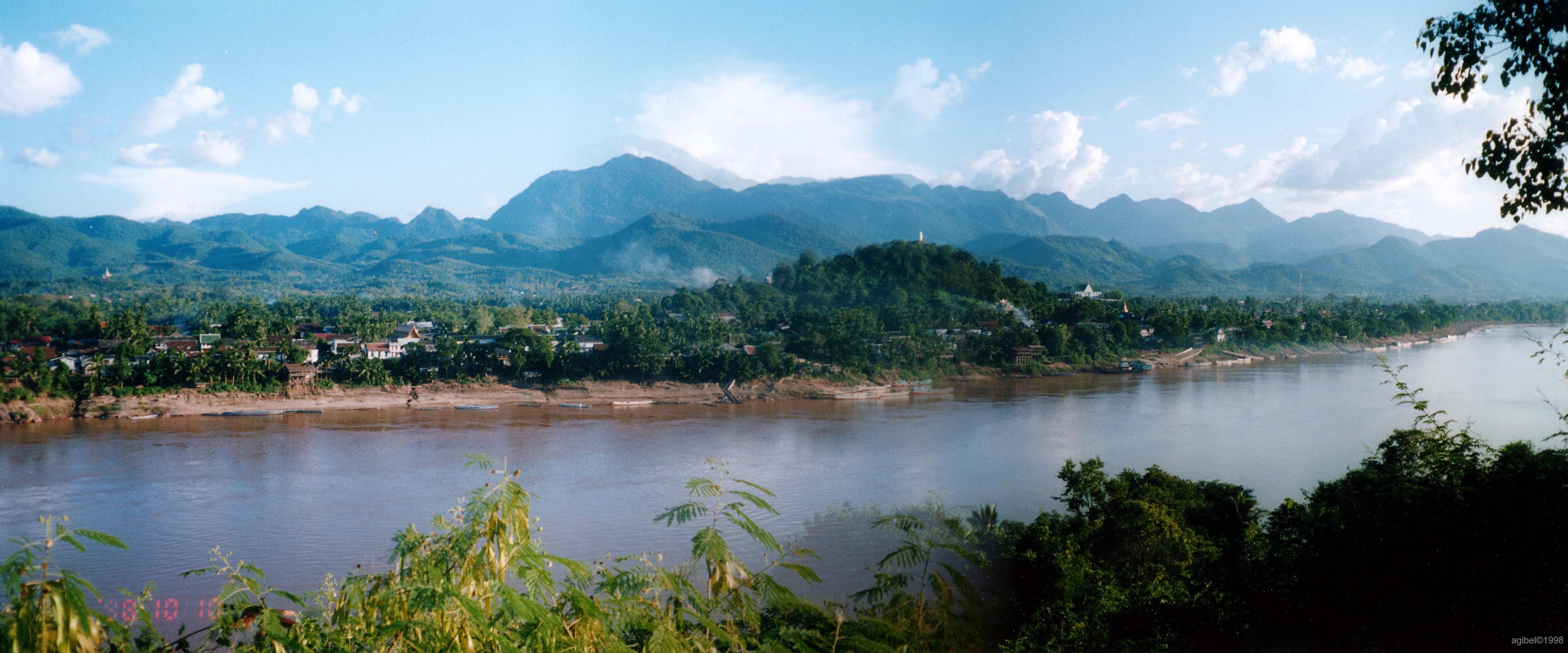
Luangprabang városa és a Mekong folyó

### Általános adatok
A korábbi központi irányítású gazdaságot 1986-ban kezdték decentralizálni és a magántőkét beengedni az országba. Ennek eredményeként 1988 és 2004 között évi 6%-os növekedést produkált a gazdaság, leszámítva az 1997-es ázsiai gazdasági válságot. A legtöbb befektetés a nagyobb városokba érkezik, főleg a fejlettebb délkelet-ázsiai országokból, például Thaiföldről. A legfontosabb kereskedelmi partnerei az ASEAN-tagországok, illetve Kína, Németország, Japán.

### Gazdasági ágazatok

#### Mezőgazdaság
A mezőgazdaság a legfontosabb gazdasági ágazat. Ma is a GDP közel 50%-át adja, és a foglalkoztatottak 80%-a itt dolgozik. A földek 80%-án rizst termesztenek. 1999-ben jelentős siker volt, hogy az ország nem szorult importra rizsből, sőt, még exportra is jutott. Szerepet játszik a következők termesztése: édesburgonya, kukorica, kávé, cukornád, gyapot, dohány, tea, földimogyoró, rizs, manióka.
Az állattenyésztés nem annyira számottevő, főleg sertést és szarvasmarhát tartanak.

#### Ipar
Az elmaradott gyáriparral rendelkező ország soha nem kapcsolódott be igazán a világgazdaság vérkeringésébe. 
Az ipar nem számottevő, csak az ólombányászat, a mezőgazdasági termékek feldolgozása és a fakitermelés jelentősebb, továbbá az energiaexport, mert az energia 97%-át vízerőművekben állítják elő.
További ágazatok : réz- arany- és gipszbányászat; építőipar, ruházati ipar, cementgyártás. Jelentős még a kézművesség.

#### Külkereskedelem
Főbb termékek :
- Import: gépek és berendezések, járművek, üzemanyag, fogyasztási cikkek
- Export: faipari termékek, kávé, villanyáram, ón, réz, arany

Legfőbb partnerek 2016-ban :
- Import:  Thaiföld 64,6%,  Kína 16,5%,  Vietnám 9,4%
- Export:  Thaiföld 40,1%,  Kína 28,5%,  Vietnám 13,7%

## Közlekedés

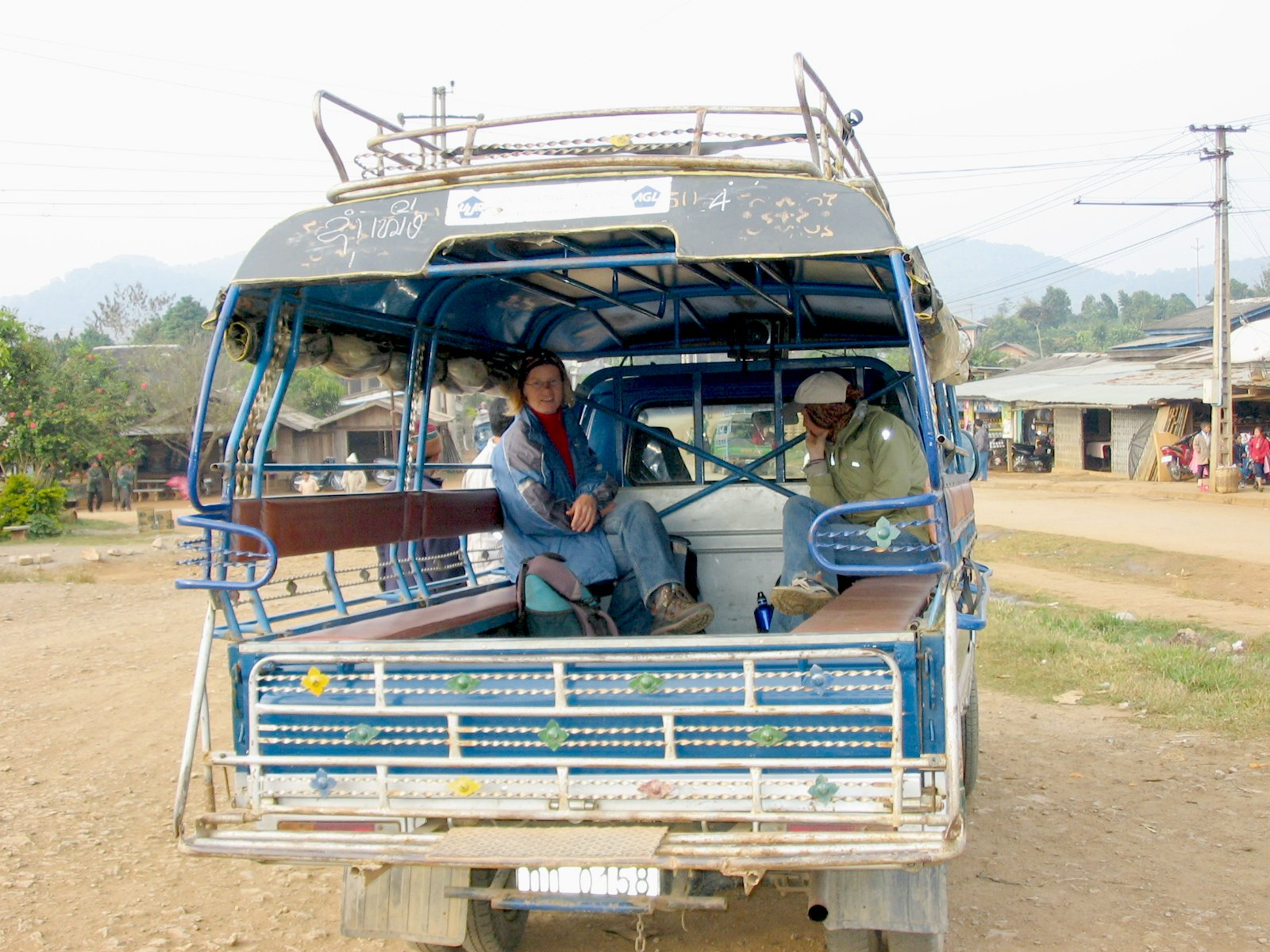
Songthaew, a vidéki közlekedés egyik eszköze

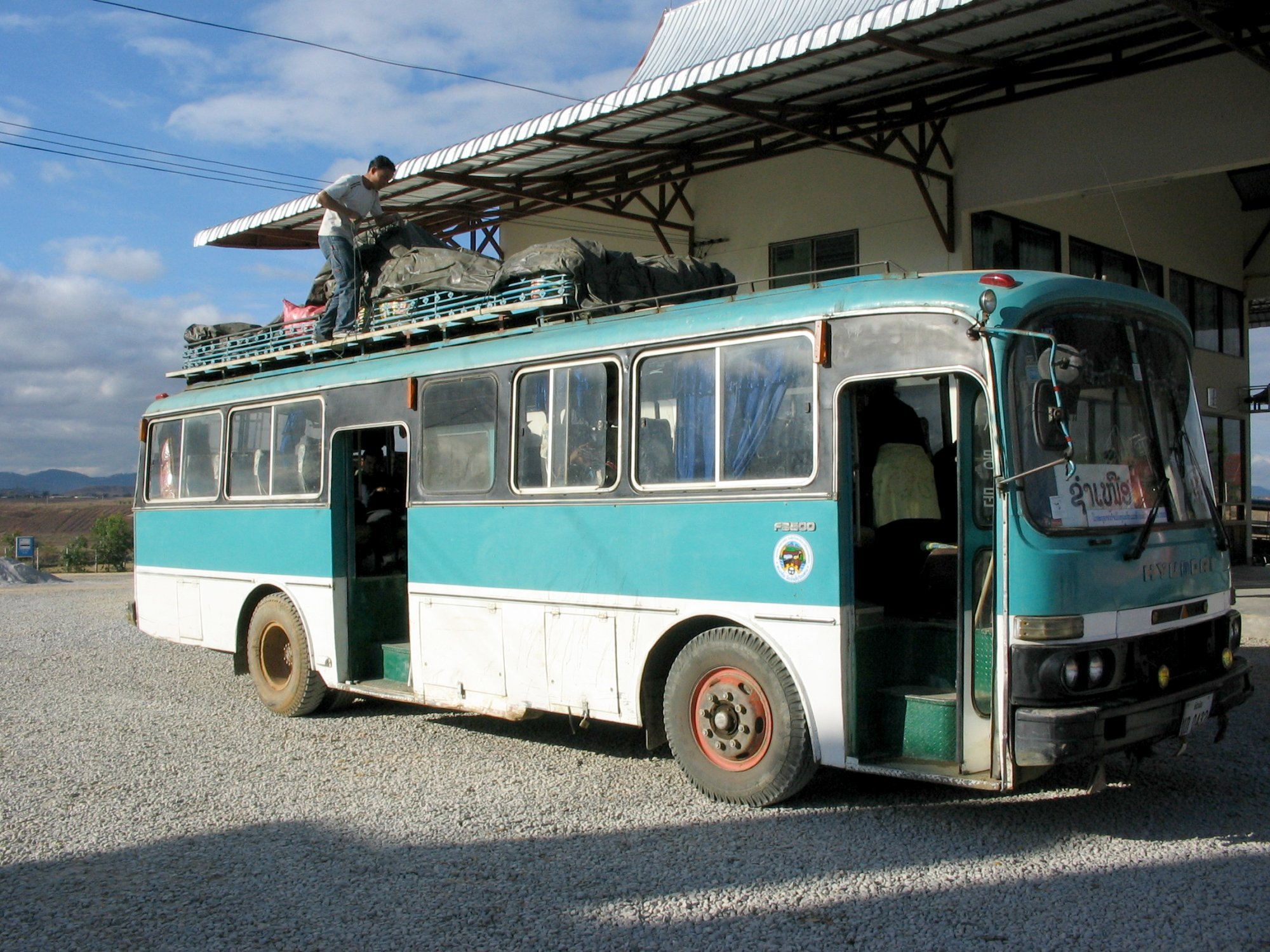
Laoszi busz

Laosz közlekedése, akárcsak az ország teljes infrastruktúrája nem túl fejlett, csak a nagyobb központokban, illetve azok felé épültek ki az útvonalak.

### Közúti közlekedés
Az országnak körülbelül 9000 km-nyi burkolt úthálózata van, ezek a főbb városokat kötik össze. Laoszt Thaifölddel két híd köti össze, a Thai–lao barátság hídja, amit 1994-ben építettek Nong Khai és Vientián között, illetve a Thai–lao barátság második hídja, amit 2006 végén nyitottak meg Mukhadan és Savannakhet között. A burkolt utakon a buszközlekedés jelentős, a burkolatlan utakon teherautókkal, például a songthaew-ekkel bonyolítják le a forgalmat.

### Vasúti közlekedés
Laosznak 2006-os adatok szerint nem volt vasútvonala, de már elkezdődött a Thaiföld felé vezető 3,5 km-es vasútvonal építése a Thai-Lao Barátság Hídján keresztül. 2021. december 3-án átadásra került a Vientiánt Kunming dél-kínai nagyvárossal összekötő vasútvonal. Az 5,9 milliárd dolláros beruházás öt éve kezdődött, az 1035 kilométeres villamosított vasútvonalon 75 alagutat és 167 hidat építettek a kínaiak.

### Vízi közlekedés
A vízi közlekedés nagyon fontos az országban. A folyókon zajlik, mivel az országnak nincsen tengerpartja. A Mekongon nagyobb járművek is hajózhatnak, de a tengerig nem tudnak elhajózni a Dong-vízesés miatt. A kisebb folyóknak elsősorban a helyi közlekedésben van jelentősége.

### Légi közlekedés
A légiforgalomban Vientián repterének, a Wattay nemzetközi repülőtérnek van a legnagyobb szerepe. Ezenkívül van még 9 burkolt és 43 burkolatlan kifutópályával rendelkező repülőtér. A légiforgalmat a Lao Airlines, a nemzeti légitársaság bonyolítja le az országon belül, és a környező országok városaiba is indít járatokat. A vientiane-i reptér más légitársaságok járatait is fogadja.

## Telekommunikáció
| Hívójel prefix | XW |
| ITU zóna       | 49 |
| CQ zóna        | 26 |

## Kultúra

### Oktatási rendszer
Az oktatás gyökerei a 17. században alapított buddhista iskolákig nyúlnak vissza, melyek mindössze alapfokú képzést adtak. A gyarmati időszak alatt néhány általános iskolát és egy középiskolát alapítottak. A függetlenség elnyerése után segélyekből a főbb központokban kiépültek az általános- és középiskolák, és 1958-ban megnyílt az első egyetem, a Sziszavang Vong Egyetem, melyet 1975-ben a kommunista rezsim megszüntetett. A kommunista hatalomátvétel után megpróbálták az alapfokú oktatást mindenkire kiterjeszteni, de a tanárok egy részének elüldözése és az infrastruktúra hiánya miatt ez nem járt teljes sikerrel. 1990 óta ismét működhetnek magániskolák az országban, és 1995-ben 9 oktatási intézmény összevonásával létrejött a Laoszi Nemzeti Egyetem.
A közoktatási rendszer az óvodából, az ötéves alapfokú oktatási képzésből, a hároméves alapfokú gimnáziumi képzésből, és a szintén hároméves magasabb fokú gimnáziumi képzésből áll.

### Kulturális intézmények

#### Kulturális világörökség
Az UNESCO a kulturális világörökség részének tekinti:
- Luangprabang város;
- Vat Phu és a környező ősi települések, a Csampaszak kultúrtájjal együtt.

##### Vat Phu templomkomplexuma és a Csampaszak kultúrtáj
Vat Phu az ősi laoszi templomkomplexum a Csampaszak tartományban, a laoszi fővárostól mintegy 670 kilométerre, a Mekong folyótól és a legközelebbi várostól mintegy 8 kilométerre található dél-Laoszban. Az UNESCO 2001-ben a világörökség részének nyilvánította a templomot és környékét. Tjampatszak egy laoszi tartomány a folyó mellett, érintetlensége miatt kerülhetett a templommal együtt az örökségvédelem alá: az egész terület viszonylag sértetlenül vészelte át az elmúlt ezer évet, abban a tekintetben, ahogyan a khmer birodalom építői megalapozták a lelki és gyakorlati szükségletek kielégítésére irányuló életvitelt. Az első építmény, amely ezen a területen volt található, az ie. 5. században épült templom volt, egy nagy birodalom központjaként, de a ma is megtalálható templomépítmények a 11-12. században épültek, khmer építészeti stílusban. A keleti tájolású komplexum a hegyen fölfelé vezető teraszokon helyezkedik el. Úgy került kialakításra, hogy kifejezze az ég és a föld, az istenek és az ember kapcsolatát, a hegytető és a víz között mintegy axisként elhelyezkedve és geometriai mintát alkotva, majd tíz kilométer hosszan. A korai letelepedést valószínűleg nagymértékben segítette a folyó közelsége, a feltörő közeli források és az „örök tavasz” éghajlat. Szakrális magyarázata a szentély építésének, a hegy alakja, amely egy természetes linga – Siva fallikus jelképe, így ezeket a szentélyeket Siva istennek szentelték. A templom körül és a templom felé vezető mintegy háromszáz méteres úton mindenhol linga faragások találhatók, valószínűleg a fő szentély központi helyén is ez állt, amely absztrakt szimbólum egy legömbölyített tetejű henger, és Siva isten neki szentelt templomaiban volt szokás őt magát így, mint a teremtő erőt ábrázolni. Az építmény eredetileg hindu létesítmény volt, később azonban théraváda buddhista szertartásokat tartottak itt, és tartanak ma is.
A teraszok
Az első teraszon áll az Északi és a Déli palota, vagy másik nevén a Férfi és Nő paloták. A nevén kívül azonban semmi nem utal arra, hogy ezek használatban lettek volna, és hogy nemek szerint lettek volna felosztva. Az épület a korai Angkor Vat stílusára emlékeztet építészetileg. A következő teraszon egy kis emlékhely áll, melyet Nandinnak szenteltek. A bika Siva isten hátasa volt. Az ezt követő teraszokon kis szentélyek álltak, de ezek már teljesen leomlottak. Erről a teraszról közvetlen út vezet Angkor Vatba, azonban ez az út ma már nem nagyon járható. A legfelső teraszra ma már omladozó, hosszú lépcsősor vezet, magas fokokkal és keskeny szélességgel. Itt található a fő szentély, amelynek első részében Buddha szobrait helyezték el (eltakarva ezzel a linga faragásokat), a hátsó része ma már üres, egykor valószínűleg linga állhatott a szentély közepén. A tavasszal meginduló szent források ezt a hátsó rész vízzel árasztották el. A falakat Krisna, Indra és Visnu kőből faragott alakjai díszítik. Ezen a teraszon található még egy könyvtárnak nevezett épület, egy Buddha lábnyom és szintén kőből faragva egy elefánt és egy krokodilt formázó kő, amit az elbeszélések szerint régen emberáldozatok bemutatására használtak. Nem erősíti és nem is cáfolja semmi ezt az elgondolást, valószínűleg azért alakult ki ez a szóbeszéd, mert a krokodil formája és méretei nagyon hasonlítanak egy fekvő emberre.
Vat Phu és Csampaszak tartomány kulturális tájképének megőrzésére, és az itt található ősi városok további kutatására létrehozták a Csampaszak Örökség gazdálkodási tervet és a Vat Phu alapot. A befolyt összeget elsősorban állagmegóvásra és a már feltárt területek elemzésére fordítják.

### Művészetek
- lásd még: Gautama Buddha ikonográfiája

#### Zene, színház, táncművészet
Laosz zenei és színházi életére a sziámi rokonok előadó-művészete hatott a legerősebben, akik viszont a Khmer Birodalom udvari előadásaiból is merítettek ihletet. A thai hatás különösen a 19. század elejétől érvényesült, miután a sziámiak a bangkoki udvarban nevelkedett Csao Anuvong laoszi herceget ültették az ország trónjára. 
Az udvari táncdrámák, elsősorban a Rámájánából "átírt" Phralak Phralam előadás zenei kísérete hagyományosan a thai stílusú pí-phat feladata volt. A legjellemzőbb fafúvós hangszerek a névadó pí, végén egy nádfúvókával és a khlui nevű fafurulya, de a zenekarban helyet kap még a phin nevű pengetős hangszer, a vonósok által használ szó (sew), valamint a xilofonhoz hasonlító ütőhangszer, a ranyat, amelynek kulcsai nem fémből, hanem bambuszból készülnek. A pí-phat zenekarok legkevesebb öt taggal játszanak, de a királyi zenekarokban nem volt ritka, hogy akár 20-30 zenész szórakoztatta a közönséget. 
A nép hangszerek között különösen a helyi fejlesztésű, bambuszból készült fúvós hangszerek örvendenek nagy népszerűségnek. A laosziak úgy készítik el nádból vagy vastagabb bambuszrudakból készült zeneszerszámaikat, hogy hengerszerűen egymáshoz erősítik a sípokat, amelyek együttese aztán egyfajta "szájorgonaként" funkcionál. Legkedveltebb fajtájuk a khaen, amellyel komoly csapatversenyeket rendeznek. 

### Gasztronómia

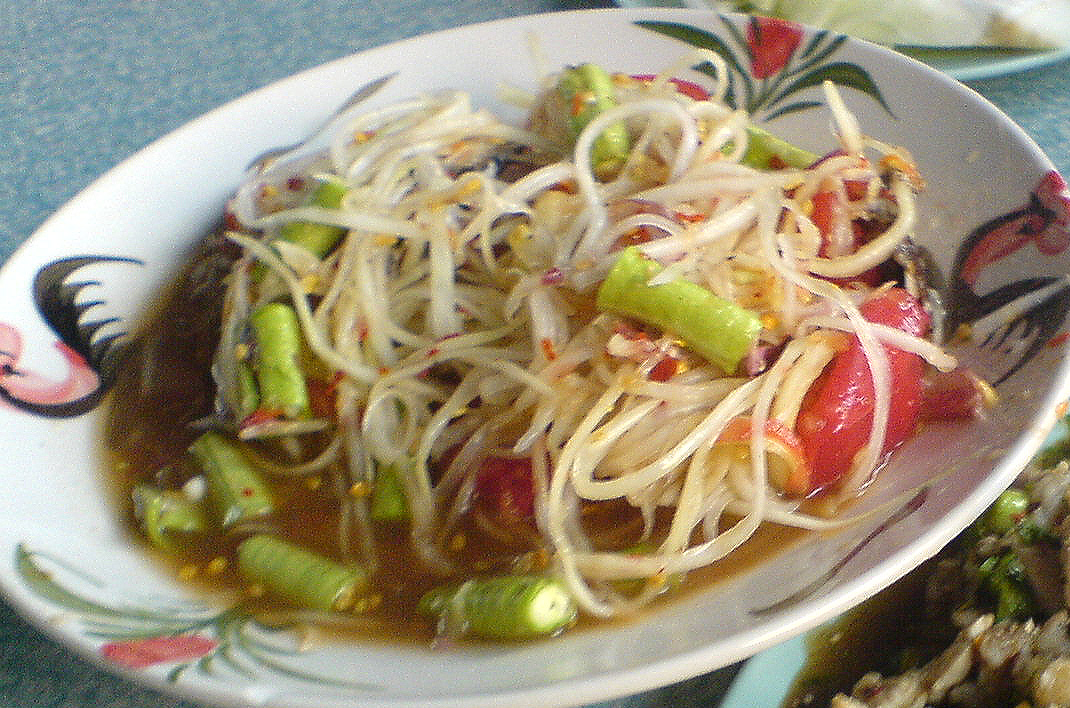
Tam mak houng

A laoszi konyha a lao és a Thaiföldön élő isan népcsoport konyhája. Sokat merít más délkelet-ázsiai országok gasztronómiai hagyományaiból, például a vietnámiból. Több regionális változata van, ilyen például a vientiane-i, ahol a francia gyarmati időszak továbbélő emlékeként ma is divatos a bagett.
A fő élelmiszer a rizs. Ezenkívül gyakori hozzávalók még a hal, a halmártás, a galangal, változatos fűszerek, például gyömbér, koriander, citromfű, gombafajták, bambusznád.
A nemzeti étel a laap, ami pácolt (és gyakran nyers) húsból és/vagy halból, illetve zöldségekből, gyógy- és fűszernövényekből készül. A másik jól ismert laoszi fogás a tam mak houng (thaiul som tham), ami papaya-saláta.

## Turizmus

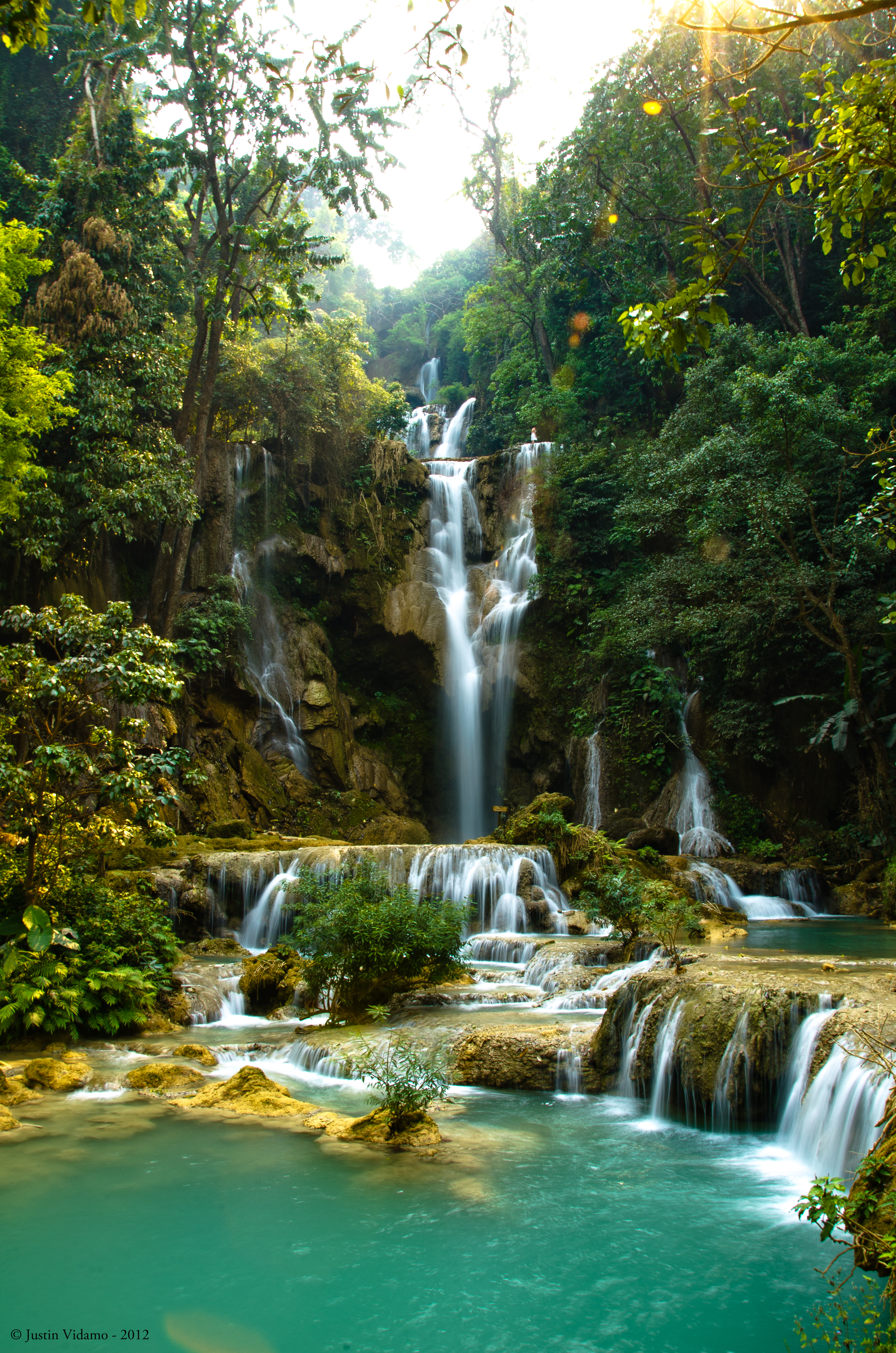
A Kuang Si-vízesés

A turizmus a leggyorsabban fejlődő ágazat. A legtöbb látogató Kínából érkezik,[mikor?][forrás?] mivel a kínaiak könnyebben utazhatnak az országba, mint mások. A turisták többsége Vientián vagy Luangprabang nevezetességeire kíváncsi. Ez utóbbi a világörökség része.

## Sport

### Egyéb
- Muay Lao (wd) – hagyományos, fegyvertelen harcművészet
- Pradal serey (wd) – kambodzsai eredetű harcművészet
- Lethwei (wd) – burmai eredetű boksz

## Ünnepnapok
| Dátum         | Magyar név                | Laoszi név    | Megjegyzés                                                   |
| ------------- | ------------------------- | ------------- | ------------------------------------------------------------ |
| január 1.     | Újév                      |               |                                                              |
| január 6.     | A Pathet Lao napja        |               |                                                              |
| január 20.    | A hadsereg napja          |               |                                                              |
| –             | Kínai újév                |               | Változó dátummal, de mindig január 21. és Február 21. között |
| Március 22.   | A párt napja              |               |                                                              |
| Április 13-15 | Laoszi újév               | Boun Pimai    |                                                              |
| Május 1.      | A munka ünnepe            |               |                                                              |
| Május 16.     | Buddha születésének napja | Visakha Puja  |                                                              |
| Június 1.     | Gyereknap                 |               |                                                              |
| Július 13.    | A buddhista böjt kezdete  | Khao Pansa    |                                                              |
| Augusztus 13. | A szabad Laosz napja      | 13 Lao Issara |                                                              |
| Október 5.    | A buddhista böjt vége     | Bouk ok Pansa |                                                              |
| Október 12.   | A felszabadulás napja     |               |                                                              |
| December 2.   | Nemzeti nap               |               |                                                              |